# 朱德同志長征途徑瀘定居住舊址
朱德同志長征途徑瀘定居住舊址位於四川省甘孜藏族自治州瀘定縣，文物遺址年代判定為1935年。2007年6月1日公佈為四川省第七批文物保護單位。